# Castelo Skibo

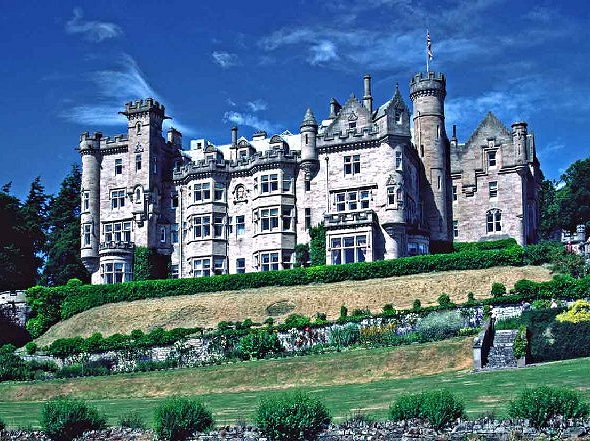
Castelo Skibo

O Castelo Skibo (em língua gaélica escocesa: Caisteal Sgìobail) é um castelo escocês localizado perto da cidade de Dornoch, na àrea de conselho de Highland. 
O castelo foi construído no século XII. A estrutura atual é do século XIX e XX - da época quando serviu Andrew Carnegie como residência.
No castelo foi realizado o casamento de Madonna com Guy Ritchie em 22 de dezembro de 2000.